# Chabab Larache
Chabab Larache – marokański klub piłkarski z siedzibą w Larache. W sezonie 2020/2021 gra w GNFA 2 (czwarty poziom ligowy).

## Opis
Klub założony został w 1956 roku. Dwukrotnie występował w GNF 1 – w sezonie 1959/1960 i następnym. Klub gra na Stade municipal Santa Bárbara. Najlepszym wynikiem w pucharze Maroka była pierwsza runda w 2018 roku.